# Эль-Вахадина
Эль-Вахадина (араб. الوهادنة‎) — город на северо-западе Иордании, расположенный на территории мухафазы Аджлун. Входит в состав района Аджлун.

## Географическое положение
Город находится в западной части мухафазы, в гористой местности, к востоку от реки Иордан, на расстоянии приблизительно 35 километров (по прямой) к северо-западу от столицы страны Аммана. Абсолютная высота — 617 метров над уровнем моря.

## Население
По данным официальной переписи 2015 года численность население составляла 6687 человек (3370 мужчин и 3317 женщин). В городе насчитывалось 1361 домохозяйство.
Динамика численности населения Эль-Вахадины по годам:
| 1994 | 2004 | 2015 |
| ---- | ---- | ---- |
| 3801 | 5844 | 6687 |

## Транспорт
Ближайший аэропорт расположен в городе Амман.